# Lenesornis maltshevskyi
Lenesornis maltshevskyi (Ленесорніс) — викопний птах підкласу Enantiornithes. Відомий з пізньої крейди (маастріхт, 78 млн років тому). Скам'янілості знайдені на території Узбекистану в пластах формації Bissekty у пустелі Кизилкум.